# Vajrayāna

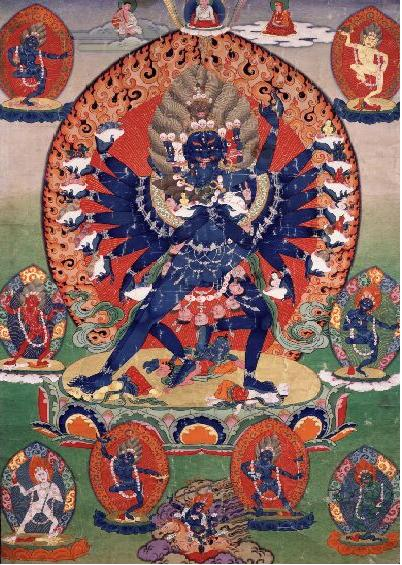
O pictură clasică vajrayanistă.

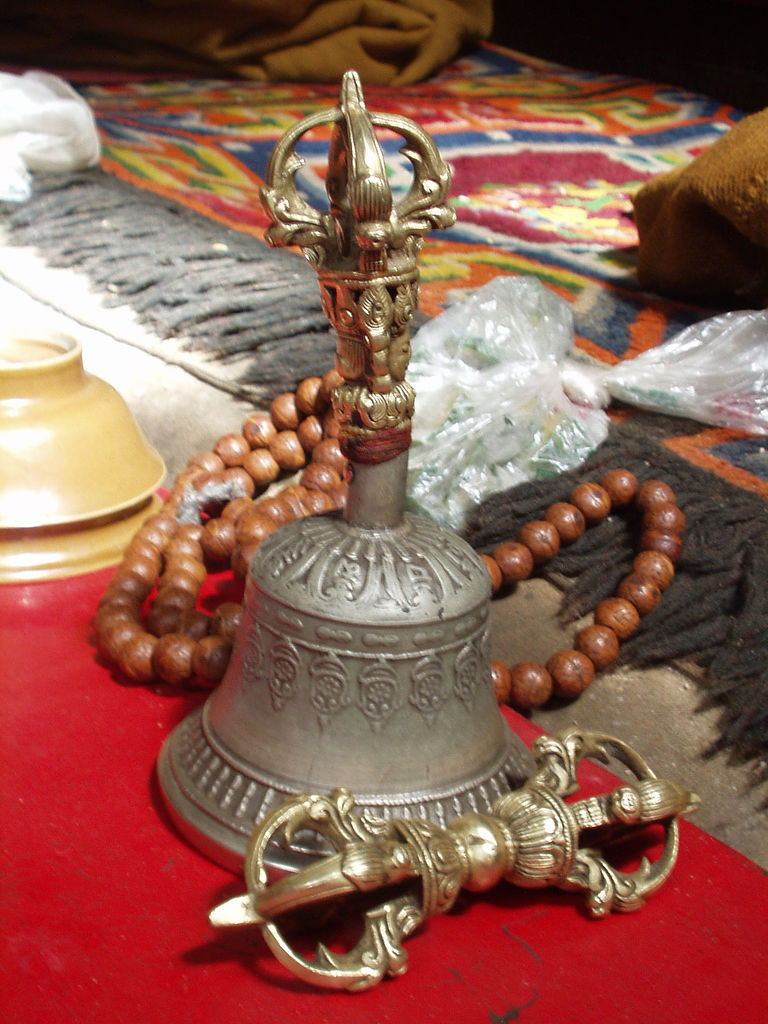
Trei instrumente ritualice ale Vajrayanei: vajra, ghanta, și mătănii budiste.

Vajrayana (sanscrită, वज्रयान: Calea de Diamant) este una dintre cele trei ramuri principale ale budismului (celelalte două fiind Theravada și Mahayana). Această formă de budism a apărut prin secolul al VII-lea d.Hr, în Tibet desprinzându-se de budismul Mahayana. Cu toate că a apărut mult mai târziu decât celelalte școli budiste, vajrayaniștii susțin că învățăturiile lor tantrice provin din India și că derivă de la Buddha Shakyamuni. Vajrayana este caracterizată prin diferitele forme de ritualuri magice și ezoterice, fiind îmbinată cu elemente din hinduismul tantric și din șamanismul tibetan. O caracteristică a Vajrayanei ar fi faptul că monahii ei se numesc lama, iar întreaga autoritate spirituală a acestei ramuri este deținută de Dalai Lama, considerat reîncarnarea lui bodhisattva Avalokiteśvara. De-a lungul timpului Vajrayana s-a răspândit din Tibet în  India, China, Japonia, Coreea, dar zonele cu cei mai mulți adepți sunt în Bhutan, Mongolia și Calmîchia. Vajrayana se mai poate numi budism tibetan , lamaism , budism ezoteric , budism tantric , budism nordic , Tantrayana sau Vehiculul de Diamant.